# Natació en aigües obertes al Campionat del Món de natació de 2013 – 5 km femení
Els 5 km femení en aigües obertes es van celebrar el 20 de juliol de 2013 al Port Vell de Barcelona.

## Resultats
DSQ: Desqualificada
DNF: Abandona
| Posició | Nedador               | País            | Temps     |
| ------- | --------------------- | --------------- | --------- |
| 1       | Haley Anderson        | Estats Units    | 56:34.2   |
| 2       | Poliana Okimoto       | Brasil          | 56:34.4   |
| 3       | Ana Marcela Cunha     | Brasil          | 56:44.4   |
| 4       | Kalliopi Araouzou     | Grècia          | 56:45.3   |
| 5       | Isabelle Härle        | Alemanya        | 56:46.2   |
| 6       | Cara Baker            | Nova Zelanda    | 56:46.2   |
| 7       | Martina Grimaldi      | Itàlia          | 56:46.3   |
| 8       | Rebecca Mann          | Estats Units    | 56:46.4   |
| 9       | Aurélie Muller        | França          | 56:46.5   |
| 10      | Rachele Bruni         | Itàlia          | 56:48.1   |
| 11      | Danielle DeFrancesco  | Austràlia       | 56:48.2   |
| 12      | Anna Olasz            | Hongria         | 56:58.4   |
| 13      | Yurema Requena        | Espanya         | 57:00.1   |
| 14      | Bonnie MacDonald      | Austràlia       | 57:01.3   |
| 15      | Anastasiya Azarova    | Rússia          | 57:04.3   |
| 16      | Margarita Domínguez   | Espanya         | 57:04.4   |
| 17      | Elizaveta Gorshkova   | Rússia          | 57:06.2   |
| 18      | Ophelie Aspord        | França          | 57:06.3   |
| 19      | Fang Yanqiao          | R.P. de la Xina | 57:07.0   |
| 20      | Cao Shiyue            | R.P. de la Xina | 57:19.5   |
| 21      | Angelica Andre        | Portugal        | 57:22.1   |
| 22      | Katia Barros          | Equador         | 57:26.4   |
| 23      | Swann Oberson         | Suïssa          | 57:26.8   |
| 24      | Emma Robinson         | Nova Zelanda    | 57:29.5   |
| 25      | Kyna Pereira          | Sud-àfrica      | 57:30.8   |
| 26      | Florencia Mazzei      | Argentina       | 57:49.0   |
| 27      | Paola Pérez           | Veneçuela       | 57:51.5   |
| 28      | Marianna Lymperta     | Grècia          | 57:55.3   |
| 29      | Barbora Picková       | Txèquia         | 58:58.2   |
| 30      | Maroua Mathlouthi     | Tunísia         | 59:51.8   |
| 31      | Florencia Melo        | Veneçuela       | 1:01:32.5 |
| 32      | Nataly Caldas         | Equador         | 1:01:41.7 |
| 33      | Laila El-Basiouny     | Egipte          | 1:01:52.4 |
| 34      | Mayela Oropeza        | Mèxic           | 1:03:01.1 |
| 35      | Wasela Hussein        | Egipte          | 1:03:02.2 |
| 36      | Valerie Gruest        | Guatemala       | 1:03:03.8 |
| 37      | Mariya Ivanova        | Kazakhstan      | 1:05:19.0 |
| 38      | Mahina Valdivia       | Xile            | 1:05:19.6 |
| 39      | Anna Gakhokidze       | Kazakhstan      | 1:06:25.6 |
| 40      | Li Hannah Hang Fung   | Hong Kong       | 1:06:30.6 |
| 41      | Risa Andriani Permana | Indonèsia       | 1:10:16.7 |
| 42      | Maria Aponte          | Bolívia         | 1:10:21.2 |
| 43      | Michelle Weber        | Sud-àfrica      | DNF       |
| 44      | Fiona On Yi Chan      | Hong Kong       | DSQ       |
| 44      | Finnia Wunram         | Alemanya        | DSQ       |